# 21世紀の森公園
21世紀の森公園（21せいきのもりこうえん）は、福島県いわき市にあるスポーツ施設群を有する公園。一般財団法人いわき市公園緑地観光公社が管理・運営を行っている。

## 概要
いわき市21世紀の森構想の中の各種スポーツ、レクリエーションを展開するための機能を担う総合公園として、1989年（平成元年）より工事に着手し、1995年（平成7年）開催の第50回国民体育大会（第50回ふくしま国体）関連施設整備事業として、公式野球場、球技場のあるスポーツゾーン37.9ヘクタールの整備を先行して実施し、平成7年4月に供用開始された。総事業費は163億円。1996年（平成8年）度からは、市民が気軽に各種の交流やイベントに利用できるコミュニティー広場ゾーンなどの整備が着手された。スポーツゾーン、コミュニティ広場ゾーン、自然冒険ゾーン、センターゾーンの4つのゾーンで構成され、「シンボルゾーンの形成」「気軽に利用できる開かれた公園づくり」「くつろぎを感じるリフレッシュ空間の整備」「多様な利用目的に対応できる公園づくり」を基本理念とし、いわき市の中核的な交流の場となる総合公園を目指し整備が行われている。

## 施設
- スポーツゾーン（37.9ヘクタール）
  - ハワイアンズスタジアムいわき
  - ヨークいわきスタジアム

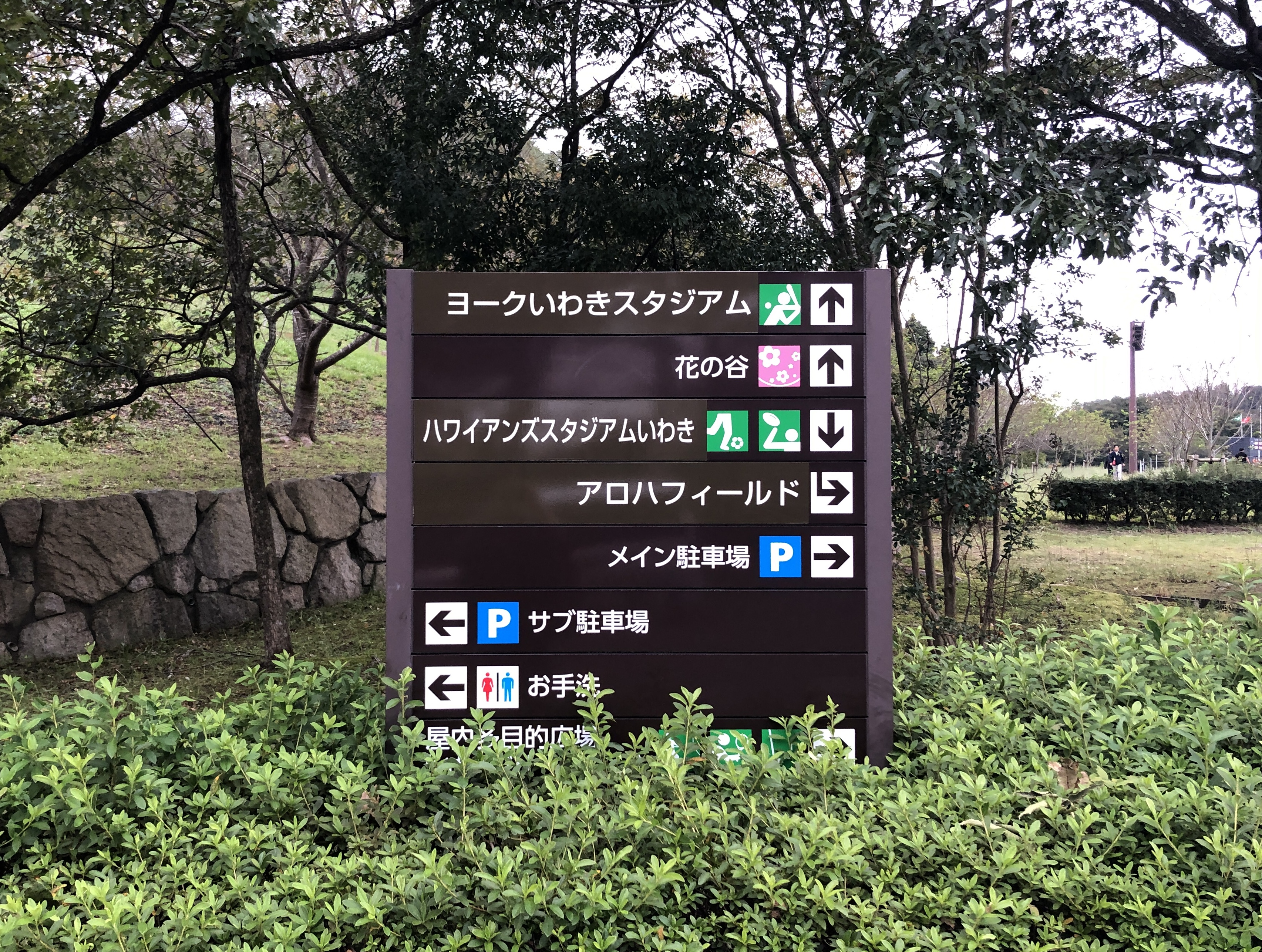
案内板

  - 花の谷 - いわきグリーンスタジアムといわきグリーンフィールドを結ぶ
  - アロハフィールド（人工芝多目的広場）
  - 多目的フィールド（テニスコート） - 人工芝コート4面
- コミュニティー広場ゾーン（24.2ヘクタール）
  - 集いの広場（集いの庭、水柱の庭、交流の庭）・語らいの広場 - 2007年（平成19年）度供用開始
  - 芝生広場
  - わんぱく広場 - 複合遊具やローラーすべり台など大型遊具が整備されている。
  - ファミリースポーツガーデン
  - 彩りの園
- 屋内多目的広場
- 自然冒険ゾーン（25.9ヘクタール　整備年度未定）
  - 自然冒険コース
  - 野草広場
  - 展望広場
  - 湿地苑

## アクセス
当公園の周辺での路線バスの運行は行われていない。
- JR常磐線湯本駅より徒歩25分、自動車で5分
- JR常磐線いわき駅より車で15分
- 常磐自動車道いわき中央インターチェンジより国道49号平バイパスを経て約12分
- 常磐自動車道いわき湯本インターチェンジより国道6号などを経て約15分

## 近隣
- 周辺は新たな住宅地、草木台として造成され整った町並みが広がっている。
- 2011年（平成23年）9月23日に当公園へ国道6号からのメインアクセスを担う都市計画道路台山水野谷線湯本トンネル区間が開通、また国道6号から先、湯本駅とを結ぶ都市計画道路三函台山線湯本跨線橋区間が2016年（平成28年）7月9日に開通しアクセスがより容易になった。この路線は当公園、草木台へのアクセスだけでなく湯本市街地、国道6号陸前浜街道と国道49号平バイパスとを結ぶ広域輸送路線としての側面も持つ。